# Kuševac
Kuševac je mjesto u Osječko-baranjskoj županiji, u sastavu grada Đakova.

## Stanovništvo
Prema popisu stanovništva iz 2001. godine u Kuševcu živi 953 stanovnika.
| broj stanovnika |       |       |       | 14    | 8     | 5     | 5     |       | 127   | 159   | 266   | 739   | 913   | 925   | 953   | 1028  | 897   |
|                 | 1857. | 1869. | 1880. | 1890. | 1900. | 1910. | 1921. | 1931. | 1948. | 1953. | 1961. | 1971. | 1981. | 1991. | 2001. | 2011. | 2021. |

## Uprava
U naselju djeluje Vijeće mjesnog odbora Kuševac, koje zastupa interese mjesta u Gradu Đakovu. Vijeće Mjesnog odbora sastoji se od pet članova.

## Poznate osobe
- Bože Radoš,  varaždinski biskup

## Kultura
Od rujna 2007. u mjestu djeluje KUD "Kuševac", koji je u kratko vrijeme okupio velik broj članova.

## Obrazovanje
- OŠ Josipa Antuna Čolnića – prva četiri razreda osnovne škole nastavu pohađaju u područnoj školi Kuševac. Školska zgrada je izgrađena 1999. godine. Viši razredi putuju u Đakovo.

## Šport
U Kuševcu djeluje NK Torpedo, osnovan 1969. godine. Klub se trenutno natječe u 4. HNL ligi. Najveći uspjeh klub je postigao sredinom 90-ih prošlog stoljeća kada je nastupao u 3. HNL – Istok. 